# ضریب ایزوتوپ پایدار
اصطلاح ایزوتوپ پایدار معنایی شبیه به هسته پایدار دارد، اما ترجیحاً هنگام صحبت از هسته‌های یک عنصر خاص استفاده می‌شود. از این رو، ایزوتوپهای پایدار از فرم جمع معمولاً به ایزوتوپهای همان عنصر گفته می‌شوند. فراوانی نسبی چنین ایزوتوپ‌های پایدار را می‌توان به صورت تجربی (آنالیز ایزوتوپ) اندازه‌گیری کرد و نسبت ایزوتوپ را ارائه داد که می‌تواند به عنوان یک ابزار تحقیق مورد استفاده قرار گیرد. از لحاظ تئوریکی، چنین ایزوتوپ‌های پایداری می‌توانند شامل محصولات تجزیه رادیوژنیک رادیواکتیو باشند که در زمان‌سنجی رادیومتری مورد استفاده قرار می‌گیرند. با این حال، بیان نسبت ایزوتوپ پایدار ترجیحاً برای اشاره به ایزوتوپ‌هایی که فراوانی نسبی آنها تحت تأثیر قطعه ایزوتوپ در طبیعت قرار دارد، استفاده می‌شود که زمینه ژئوشیمی ایزوتوپ پایدار نامیده می‌شود.

## برنامه‌های کاربردی
تغییرات در نسبت اکسیژن و ایزوتوپ هیدروژن کاربردهایی در هیدرولوژی دارد زیرا اکثر نمونه‌ها بین دو حد، آب اقیانوس و برف قطب شمال / قطب جنوب قرار دارد.